# Nachal Tur'an
Nachal Tur'an (hebrejsky: נחל טרען nebo נחל טורעאן) je vádí v Dolní Galileji, v severním Izraeli.
Začíná v nadmořské výšce přes 400 metrů na jižních svazích hory Har Tur'an. Zde vyvěrá i pramen Ejn Tur'an (עין תורען). Směřuje pak k jihu rychle za zahlubujícím odlesněným údolím. Pak prochází po západním okraji města Tur'an, kde vstupuje do rovinatého a zemědělsky využívaného údolí Bik'at Tur'an. V něm se stáčí k jihozápadu a nedaleko severního okraje města Kafr Kanna ústí zprava do vádí Nachal Jiftach'el.